# Луї Жак Тенар
Луї Жак Тенар (фр. Louis Jacques Thénard; 4 травня 1777, Ла-Лутьєр, поблизу м. Ножан-сюр-Сен, — 20 червня 1857, Париж) — французький хімік, член Паризької АН (1810).

## Біографія
Професор Колеж де Франс (1804—1840), з 1810 професор Паризького університету і Політехнічної школи в Парижі. Почесний член Петербурзької АН (1826).
У 1830 році став членом Геттінгенської академії наук.
Його ім'я занесено у список 72 імен на Ейфелевій вежі.

## Роботи
Спільно з Ж.Гей-Люссаком розробив спосіб отримання калію та натрію відновленням їх гідроксидів залізом при нагріванні, отримав бор (нечистий) дією калію на борний ангідрид (1808), виявив дію світла на реакцію хлору з воднем (1809), запропонував метод аналізу органічних речовин, довів, що натрій, калій і хлор — елементи (1810). Відкрив (1818) перекис водню. Луї Жак Тенар — автор численних праць у галузі хімії та хімічної технології.